# Globetrotter 2
Globetrotter 2 es un juego educativo sobre geografía de Deadline Games. El jugador tiene que responder preguntas geográficas para avanzar en el juego y trasladarse a otros países y ciudades. Cada ciudad tiene su propio conjunto de preguntas. Computer Active lo describe como una "excelente herramienta de aprendizaje para quienes planean un viaje al extranjero o simplemente esperan adquirir algunos conocimientos generales sobre el mundo que los rodea".